# Родиан, Кьелль
Кьелль Родиан (дат. Kjell Rodian; 30 июня 1942, Фредериксберг, Дания — 29 декабря 2007; Копенгаген, Дания) — датский велогонщик. Серебряный призёр летних Олимпийских игр 1964 года в Токио на шоссе в групповой гонке.

## Карьера
Самого большого успеха в карьере Кьелль Родиан достиг в 1964 году, когда завоевал серебряную медаль в групповой гонке с общего старта  на летних Олимпийских играх в Токио. В этих соревнованиях его опередил только итальянец Марио Занин, а третье место занял бельгиец Валтер Годефрот. Это была единственная медаль, полученная Родианом на международном мероприятии такого ранга, и его единственный олимпийский старт. В том же году выступил на чемпионате северных стран в городе Мальме, где он выиграл золотые медали в гонке с общего старта и в командной гонке на время. После этого прекратил выступления на девять лет.
Вернулся в велоспорт в 1973 году. В 1974 году завоевал серебряную медаль на чемпионате Дании по шоссейному велоспорту в индивидуальной гонке и серебряную медаль на чемпионате Дании по трековым велогонкам в индивидуальной гонке преследования.
Профессиональный велогонщик в 1976-1977 годах. Выступал индивидуально.
Умер 29 декабря 2007 года.

## Достижения
1964
2-й  Летние Олимпийские игры — Групповая гонка
1974
2-й  Чемпионат Дании по шоссейному велоспорту — Индивидуальная гонка
2-й  Чемпионат Дании по трековым велогонкам — Индивидуальная гонка преследования